# ISO-grader
ISO-grader är ett mått på en films känslighet för exponering av ljus. ISO-normen för film är definierad i standarden ISO 5800.

## Beskrivning
ISO-standarden ISO 5800, utgiven av International Organisation for Standardisation, är en internationell standard som kombinerar två tidigare standards: ASA, American Standards Association (i dag heter organisationen ANSI, American National Standards Insititute) och DIN, Deutsche Industrie-Normen (tysk industrinorm).
Exempelvis ska en film med känsligheten 400 ASA – motsvarar 27 DIN – med ISO-standarden uttryckas med beteckningen ISO 400/27. Det är inte ovanligt att böcker och tidskrifter underlåter att uttrycka filmkänsligheten även i DIN, utan anger endast ASA-värdet.

## Äldre system att ange filmkänslighet

### ASA
ASA (American Standards Association) är en linjär skala. Sålunda är en film med känsligheten 800 ASA dubbelt så ljuskänslig som en film på 400 ASA. Detta gör att dagens snabba filmer får ett högt ASA-värde, men på grund av lineariteten i skalan är den ganska lätt att räkna på. ASA fastlades av American Standards Association 1947, och övertogs 1987 av normen ISO 5800.

### DIN
DIN (Deutsches Institut für Normung) är en logaritmisk skala som introducerades 1934. Exempelvis innebär en ökning med 3 DIN en fördubbling av filmkänsligheten:

DIN-grader = 1 + 10 * log10(ASA-värde)

(log10 = 10-logaritmen; 10-logaritmen x för ett tal Y är den exponent varmed 10 ska upphöjas för att erhålla talet Y: 10x = Y).
Känsligheten för en vanlig negativ färgfilm är 400 ASA. Detta motsvarar 27 DIN:

1 + 10 * log10(400) = 1 + 10 * 2,602060 = 27,0206

(102,602060 = 400).
Halva denna känslighet ger 200 ASA, medan DIN-värdet minskat med 3 blir 24 DIN:

1 + 10 * log10(200) = 1 + 10 * 2,301030 = 24,0103

(102,301030 = 200).
Om istället DIN-värdet halveras till 13,5 blir ASA-värdet ungefär 18: 

Detta exempel är mera teoretiskt, eftersom det inte finns film med känslighet 18,5 DIN.

(13,5 - 1) / 10 = log10(ASA-värdet)

1,25 = log10(ASA-värdet)

101,25 = ASA-värdet

ASA-värdet = 17,782794 ≈ 18

Ursprungligen uttrycktes DIN-grader enligt följande exempel: 24° DIN.

### GOST
GOST (ryska: ГОСТ) är ett ryskt system som introducerades 1951 och harmonierades med ISO-skalan år 1987. Ett GOST-värde var något lägre än ett ASA-värde för samma känslighet. För att omvandla ASA till GOST multiplicerades ASA-värdet med 0,9 – notera dock att detta inte är en matematisk regel utan bara en tumregel. Akronymen GOST står för det ryska "государственный стандарт" (gosudarstvennyj standart) vilket betyder "statlig standard".

### Jämförelsetabell
| ISO-aritmetisk (f.d. ASA) | ISO-logaritmisk (f.d. DIN) | GOST (Sovjet före 1987) | Exempel på film med denna känslighet          |
| ------------------------- | -------------------------- | ----------------------- | --------------------------------------------- |
| 4                         | 7°                         |                         | Agfacolor Neu (1936)                          |
| 6                         | 9°                         |                         | Kodachrome I (1935)                           |
| 8                         | 10°                        |                         |                                               |
| 10                        | 11°                        |                         | Kodachrome 8 mm film                          |
| 12                        | 12°                        | 11                      | Gevacolor 8 mm negativ film                   |
| 16                        | 13°                        | 11                      | Agfacolor 8 mm negativ film                   |
| 20                        | 14°                        | 16                      | Adox CMS 20                                   |
| 25                        | 15°                        | 22                      | Kodachrome II, Kodachrome 25, äldre Agfacolor |
| 32                        | 16°                        | 22                      | Kodak Panatomic-X                             |
| 40                        | 17°                        | 32                      | Kodachrome 40                                 |
| 50                        | 18°                        | 45                      | Agfacolor CT-18, Fuji RVP (Velvia)            |
| 64                        | 19°                        | 45                      | Kodachrome-X, Kodachrome 64, Ektachrome-X     |
| 80                        | 20°                        | 65                      | Ilford Commercial Ortho                       |
| 100                       | 21°                        | 90                      | Kodacolor Gold, Kodak T-Max (TMX)             |
| 125                       | 22°                        | 90                      | Ilford FP4, Kodak Plus-X Pan                  |
| 160                       | 23°                        | 130                     | Fuji NPS, Kodak High-Speed Ektachrome         |
| 200                       | 24°                        | 180                     | Kodachrome 200, Fujicolor Superia 200         |
| 250                       | 25°                        | 180                     |                                               |
| 320                       | 26°                        | 250                     | Kodak Tri-X Pan Professional (TXP)            |
| 400                       | 27°                        | 350                     | Kodak T-Max (TMY), Kodak Tri-X, Ilford HP5    |
| 500                       | 28°                        | 350                     |                                               |
| 640                       | 29°                        | 560                     | Polaroid 600                                  |
| 800                       | 30°                        | 700                     | Fuji NPZ                                      |
| 1000                      | 31°                        | 700                     | Ilford Delta 3200                             |
| 1250                      | 32°                        |                         |                                               |
| 1600                      | 33°                        | 1400–1440               | Fujicolor 1600                                |
| 2000                      | 34°                        |                         |                                               |
| 2500                      | 35°                        |                         |                                               |
| 3200                      | 36°                        | 2800–2880               | Kodak P3200 TMAX                              |
| 4000                      | 37°                        |                         |                                               |
| 5000                      | 38°                        |                         |                                               |
| 6400                      | 39°                        |                         |                                               |